# Arno Holz
Arno Holz (1863. április 26. Rastenburg (Kelet-Poroszország) – Berlin, 1929. október 26.) német költő, drámaíró.

## Élete
Holz 1875-ben családjával – apja gyógyszerész volt – érkezett Berlinbe és ide járt gimnáziumba, majd az 1880-as évektől íróként kereste meg kenyerét. 1887-től 1892-ig Johannes Schlaffal élt és dolgozott. A viták azonban Arno Holz domináns személyiségének következtében elhatalmasodtak, barátságuk megpecsételődött. Arno Holz nem csak barátjától, de a naturalizmustól is eltávolodott, ez pedig növekvő izolációt jelentett.
Das Buch der Zeit (Az idő könyve) című elbeszélése egy újszerű realista irodalom képviselője, a nagyváros problémáit naturalisztikusan mutatja be. A kötet tartalmaz egy 13 versből álló ciklust is (Phantasus), amely egy szegény költő sorsáról mesél, aki magasröptű álmodozásai áldozata és valójában egy berlini bérkaszárnyában él; ez lett Holz későbbi lírai művészetének az alapja.
Konzekvens naturalizmus volt a célja a Schlaffal közösen írt Papa Hamlet című prózák valamint Die Familie Selicke című színdarabnak is. Aprólékos, lehetőleg objektív valóságábrázolás szolgálatában álló nyelvi eszközük az ún. „másodperc-stílus” volt. 
A művészetről alkotott elképzelésük elméleti megalapozása egy kétkötetes műben (Die Kunst – A művészet) következett. Elméletük lényege az, hogy a művészet a természet pontos visszaadására kell törekedjék (Mimézis), de ennek az emberi tökéletlenség és a művészi eszközök természetes határokat szabnak. Holz tudományos képlete „Művészet = természet – X”, és az x ebben az egyenletben az eszközök tökéletlenségének következménye. Ezt kell lehetőleg alacsony szinten tartani, adott esetben a szokásos művészi eszközökről való lemondás árán is; mint pl. időmérték, rím. 
Ama elképzelését, hogy a művészet forradalma csak a művészi eszközök forradalmasítása által érhető el, a Phantasus című versében próbálta megvalósítani, amelyet egyfajta életműként többször átdolgozott és kibővített. Szerinte a lírában egyedül a ritmusról nem lehet lemondani. Egy versben a sor az az utolsó egység, és ezért aztán a szabálytalan hosszú sorokat egy képzeletbeli középső tengely köré kell csoportosítani. A Phantasus-versek kiindulópontja mint az eredeti ciklusban is maga a költő, aki fantáziájával átalakítja a világot. Holz művével másrészt Ernst Haeckel példájának is eleget akart tenni, ennek eredménye a (Weltgedicht). 1903-ban készült el a (Lieder einer alten Laute – Költemények régi lanton), amely a barokk költemények stílusát utánozza. Ezt a kötetet később kibővítette és Dafnis címen jelentette meg a Piper kiadónál. Ez egyike lett a kevés anyagilag is jól jövedelmező írásainak. A dafnis kötet versei tartalmilag, stilisztikailag is a barokk költeményekhez hasonlítanak, elsősorban ünneplésről, évesről-ivásról és erotikáról van szó. Drámáinak témája is a művészet és a művészek voltak: naturalista kortársainak szatírája (Sozialaristokraten), a költő és a világ viszonyának bemutatása, akik a társadalom értetlenkedése ellen küzdenek (Sonnenfinsternis, Ignorabimus).
Kosztolányi Dezső szerint "a lírában a naturalizmust képviseli. Mint költő friss és jó szemű; öntudatos; elsőrendű elméleti ember, aki sokat írt és gondolkozott a művészet mivoltáról. Évekig harcolt a szabad, rímtelen vers jogáért." (Idegen költők anthológiája II., 1937, Révai, Budapest, 137. old.)

## Fontosabb művei
- Klinginsherz!, 1883
- Das Buch der Zeit. Lieder eines Modernen, 1886
- Papa Hamlet, 1889 [Johannes Schlaf]fal közösen
- Die Familie Selicke, 1890 [Johannes Schlaf]fal közösen
- Die Kunst. Ihr Wesen und ihre Gesetze, 1891–92
- Sozialaristokraten, 1896
- Phantasus, 1898–99 (bővített és átdolgozott kiadások 1913, 1916, 1924–25)
- Revolution der Lyrik, 1899
- Die Blechschmiede. Lyrisch-satirisches Drama, 1902 (bővített és átdolgozott kiadások 1917, 1921, 1924)
- Johannes Schlaf. Ein notgedrungenes Kapitel, 1902
- Dafnis. Lyrisches Portrait aus dem 17. Jh. 1904
- Sonnenfinsternis, 1908
- Ignorabimus, 1913
- Die befreite deutsche Wortkunst, 1921